# 霍格群島
67°31′S 61°37′E / 67.517°S 61.617°E
霍格群島（英語：Hogg Islands）是南極洲的群島，位於麥克羅伯特森地，處於卡姆倫島以南1公里，屬於斯坦頓島群的一部分，根據挪威探險隊拍攝的空中照片繪入地圖，現時由南極條約體系管理。